# Fujita
Fujita (冨士田) ist ein japanischer Familienname.

## Namensträger
- Fujita Akira (1908–2001), japanischer Wasserballspieler
- Asuka Fujita (* 1996), japanische Handballspielerin
- Atsushi Fujita (* 1976), japanischer Langstreckenläufer
- Fujita Denzaburō (1841–1912), japanischer Unternehmer
- Edmundo Sussumu Fujita (1950–2016), brasilianischer Diplomat
- Etsuji Fujita (* 1961), japanischer Wasserballspieler
- Gemba Fujita (1937–2013), japanischer Komponist und Hochschullehrer
- Fujita Goro (1844–1915), japanischer Polizeikommandeur
- Ibuki Fujita (* 1991), japanischer Fußballspieler
- Itto Fujita (* 1999), japanischer Fußballspieler
- Joel Chima Fujita (* 2002), japanischer Fußballspieler
- Kazuhiro Fujita (* 1964), japanischer Mangaka
- Kazuki Fujita (* 2001), japanischer Fußballspieler
- Kazuumi Fujita (* 1990), japanischer Snowboarder
- Kazuyuki Fujita (* 1970), japanischer Wrestler
- Ken Fujita (* 1979), japanischer Fußballspieler
- Kenichi Fujita (* 1975), japanischer Turner
- Kiyoshi Fujita (* 1972), kanadisch-japanischer Eishockeyspieler
- Kōhei Fujita (* 1989), japanischer Fußballspieler
- Kōichi Fujita (Musikproduzent) (1947–2009), japanischer Musiker und Musikproduzent
- Kōichi Fujita (Leichtathlet) (* 1966), japanischer Langstreckenläufer
- Kozo Fujita (* 1967), japanischer Radrennfahrer
- Fujita Kyōhei (1921–2004), japanischer Kunsthandwerker
- Makoto Fujita (Schauspieler) (1933–2010), japanischer Schauspieler
- Makoto Fujita (Chemiker) (* 1957), japanischer Chemiker
- Makoto Fujita (Fußballspieler) (* 1984), japanischer Fußballspieler
- Manabu Fujita (* 1933), japanischer Basketballspieler
- Mariko Fujita (Animatorin), japanischen Animatorin
- Mariko Fujita (Leichtathletin), japanischen Leichtathletin
- Masaaki Fujita, japanischer Jazzmusiker
- Masahisa Fujita (* 1943), japanischer Ökonom und Stadtplaner
- Masato Fujita (* 1986), japanischer Fußballspieler
- Naohiro Fujita (* 1948), japanischer Automobilrennfahrer
- Naoyuki Fujita (* 1987), japanischer Fußballspieler
- Noboru Fujita (* 1946), japanischer Botaniker und Ökologe
- Nobuo Fujita (1911–1997), japanischer Pilot
- Nozomi Fujita (* 1992), japanische Fußballspielerin
- Nozomu Fujita (* 1984), japanischer Rugby-Union-Spieler
- Reiko Fujita (* 1972), japanische Bogenschützin
- Fujita Ryūji (1907–1965), japanischer Maler
- S. Neil Fujita (1921–2010), US-amerikanischer Grafikdesigner
- Sachiko Fujita (* 1968), japanische Volley- und Beachvolleyballspielerin
- Saki Fujita (* 1984), japanische Synchronsprecherin
- Seiya Fujita (* 1987), japanischer Fußballspieler
- Shin’ichi Fujita (* 1973), japanischer Fußballspieler
- Shinnosuke Fujita (* 2000), japanischer Skispringer
- Shiro Fujita, (* 1956) US-amerikanischer Chirurg
- Shizuo Fujita (1911–2002), japanischer Unternehmer und Fußballfunktionär
- Shunichi Fujita (* 1982), japanischer Schwimmer
- Sinji Fujita (* 1990), japanischer Radrennfahrer
- Fujita Susumu (1884–1959), japanischer Generalleutnant
- Taisei Fujita (* 1982), japanischer Fußballspieler
- Fujita Tatsuzo (* 1908), japanischer Leichtathlet
- Tetsuya Theodore Fujita (1920–1998), japanischer Sturmforscher
- Tokiyasu Fujita (* 1940), japanischer Rechtswissenschaftler
- Fujita Tōko (1806–1866), japanischer Konfuzianist
- Tokuaki Fujita (* 1941), japanischer Ringer
- Toshio Fujita (1929–2017), japanischer Agrarchemiker
- Toshiya Fujita (Regisseur) (1932–1997), japanischer Regisseur
- Toshiya Fujita (Fußballspieler) (* 1971), japanischer Fußballspieler
- Tsuguharu Foujita (1886–1968), japanisch-französischer Maler
- Tsunenobu Fujita, japanischer Zoologe
- Tsuyoshi Fujita (* 1961), japanischer Rugby-Union-Spieler
- Yoshiaki Fujita (* 1983), japanischer Fußballspieler
- Yoshihiro Fujita (* 1952), japanischer Ringer
- Yoshihito Fujita (* 1983), japanischer Fußballspieler
- Yoshika Fujita (1929–1999), japanischer Maler
- Yoshikazu Fujita (* 1993), schottischer Rugby-Union-Spieler
- Yoshimasa Fujita (* 1979), japanischer Fußballspieler
- Yoshinaga Fujita (1950–2020), japanischer Schriftsteller und Drehbuchautor
- Fujita Yoshio (1908–2013), japanischer Astronom
- Yukihisa Fujita (* 1950), japanischer Politiker
- Fujita Yūkoku (1774–1826), japanischer Konfuzianist
- Yūto Fujita (* 1999), japanischer Fußballspieler
- Yūzan Fujita (1949–2015), japanischer Politiker